# No matarás (película de 1935)
No matarás (también conocida como Suprema ley o No matarás (Suprema ley)) es una película de coproducción entre México y Estados Unidos de 1935, estrenada el 8 de noviembre de 1935 en Estados Unidos y el 13 de marzo de 1937 en México, protagonizada por la actriz mexicana Adriana Lamar y el actor español Ramón Pereda. Dirigida por el director mexicano Miguel Contreras Torres, tuvo un reconocimiento internacional al ser una de las pocas películas de Hollywood habladas en español.
- Datos: Q6043846